# Let There Be More Light
A Pink Floyd Let There Be More Light című dala 1968. június 29-én jelent meg a zenekar A Saucerful of Secrets című albumán. A dalt, ami egy idegen űrhajóval való találkozásról szól,  Roger Waters írta. Az instrumentális bevezető központi része a basszusgitáron játszott ismétlődő dallam. A szakaszok elején Richard Wright visszafogott éneke és Waters suttogása, majd David Gilmour erőteljesebb lezárása hallható. A dal utolsó két percében Gilmour első Pink Floydban előadott gitárszólója kapott helyet. Már itt is felismerhető jellegzetes stílusa: önálló hangokat játszik, a gitár hangját pedig több torzító-berendezésen (például visszhangosítón) küldi át. A dal szövegét különféle sci-fi regények és történelmi személyek, helyszínek ihlették (a Rhull, a mildenhalli katonai bázis, Hereward the Wake és Carter's father). 
Nick Mason így ír a dalról Inside out című könyvében: "A Let There Be More Lightot részben a cambridge-i maffia egy furcsa figurája, a néhai Pip Carter ihlette. Pip, aki Kelet- Angliából származott, és némi cigány vér is csörgedezett az ereiben, az utazásaink során technikusként dolgozott nekünk. Ő volt a világ leghasznavehetetlenebb technikusa (pedig ezért a címért nagy volt a versengés akkoriban) és megvolt az a rettenetes szokása, hogy levette a cipőjét a mikrobuszban."
A dalban hallható „Lucy in the sky” utalás a Beatles Lucy in the Sky with Diamonds című dalára. A cím (Legyen több világosság) valószínűleg a Bibliában található „Legyen világosság!” (Teremtés könyve 1:3) kitételből ered.

## Közreműködők
- David Gilmour – ének, gitár
- Richard Wright – ének, billentyűs hangszerek
- Roger Waters – ének, basszusgitár
- Nick Mason – dob, ütőhangszerek

### Produkció
- Norman Smith – producer

## Külső hivatkozások
- A dal előadása 1968. február 24-én egy francia zenei műsorban